# Diego Valerga
Diego Valerga (* 1. Oktober 1971 in Buenos Aires) ist ein argentinischer Schachspieler.
Bei der argentinischen Einzelmeisterschaft im Jahr 2010 wurde er geteilter Zweiter. Er spielte bei zwei Schacholympiaden: 2006 und 2010.
1995 wurde er Internationaler Meister, seit 2009 ist er Großmeister. Seine höchste Elo-Zahl war 2523 im Januar 2009.
| Hier fehlt eine Grafik, die leider im Moment aus technischen Gründen nicht angezeigt werden kann. Wir arbeiten daran! |